# Nomada cristata
Nomada cristata är en biart som beskrevs av Pérez 1896. Nomada cristata ingår i släktet gökbin, och familjen långtungebin. Inga underarter finns listade i Catalogue of Life.